# ノイミュンスター
ノイミュンスター（Neumünster）は、ドイツ・シュレスヴィヒ＝ホルシュタイン州のほぼ中央に位置する都市。面積71.57平方キロメートル、人口79840人(2001年)。
第一次世界大戦では海岸線で連合国の無線を傍受していた。しかし、ドイツ帝国は英仏に比べて局を設ける海岸線が短かったから電波の「風向き」を推定するのにデータが不足しがちだった。そして、ノイミュンスターがベルリンの海軍省とヴィルヘルムスハーフェン海軍本部から遠かったため傍受した情報を帝国は十分に活用できなかった。

## 姉妹都市
- パルヒム、ドイツ
- グレーブセンド、イギリス
- コシャリン、ポーランド
- ギジツコ、ポーランド
- サムスン、トルコ

## 出身者
- ゲルハルト・ヴェッセル - 軍人
- ヘルベルト・ハーゲン - ナチス・ドイツの将校
- Panik - ロックバンド

## 引用
1. ↑  Statistikamt Nord – Bevölkerung der Gemeinden in Schleswig-Holstein 4. Quartal 2023 (XLSX-Datei)